# 友清歓真
友清 歓真（ともきよ よしさね、1888年10月9日 - 1952年2月15日）は、日本の宗教家である。神道天行居の創設者として知られる。出生名は九吾。ほかに、天行、黙山、如甕、磐山などの別号も名乗った。

## 生涯

### 生い立ち
1888年（明治22年）10月9日、山口県吉敷郡井関村佐山（現：山口市）に生まれる。父は裕蔵・母はむめ。次男であった。出生名は九吾。友清家は、出入りの職人や端女がいる程度には生活に余裕があったが、1895年（明治28年）、歓真が8歳のとき父が急死したことにより、家運は転落した。当時の歓真は病弱な文学少年であり、家塚高志は、「幼時より病弱で大切に育てられたことと、父の急死で家計が一時に崩れたということ」が彼のパーソナリティ形成に影響を与えているのではないかと論じている。11歳のとき、神隠しにあったとも伝えられている。
その後、20代後半のころより佐々木照山のもとで政治活動をおこなう。六連報社にて編集長をつとめ、新聞を刊行したほか、犬養毅の選挙事務長をつとめた。この間、反権力的言動のために前科3犯となったと自ら述べている。本人が60歳のときに記した『略年譜』によれば、このころよりしばしば山に籠もり、宗教的修行をおこなっていたようであるが、はっきりとしたことはよくわからない。1915年（大正4年）に佐々木と決別し、六連報社を退社する。また、1916年（大正6年）には政治活動一切から身を引く。英彦山に入山した彼は「その山上で大雷鳴の中にインスピレーションに打たれ」、回心したのち宗教家としての経歴を歩むこととなる。

### 宗教家としての経歴
歓真は密教や太霊道といった諸宗教を遍歴し、1917年（大正7年）に大本に入信する。同年7月から1918年（大正8年）4月まで『神霊界』の編集にたずさわるも、この年には大本を脱退し、宮崎県の青島で禊をおこなったのち9月には大本を攻撃する「乾坤一擲」「事実第一」なるパンフレットを刊行している。このパンフレットは「大本の教義が他宗教からの丸写しであること」「大本のもとめる神権政治は天皇大権を侵犯すること」を批判するものであるが、家塚は友清が前年の『綾部新聞』に寄稿した記事から、彼が大本の論じる「世の立て替え立て直し（cf. 大本神諭）」の切迫論者であり、これを待たずして出口なおが亡くなったことへの失望感も大きかったのではないかと論じている。また、10月には『鎮魂帰神の原理及び応用』を出版する。それに前後して彼は静岡に居を移し、出口王仁三郎の師にあたる長沢雄楯に本田親徳式の鎮魂帰神法を学んでいる。
1920年（大正9年）2月7日、静岡にて神道天行居の前身にあたる格神会を設立する。9月より本道宣布会創始者の九鬼盛隆とともに本田亀次を霊媒とする帰神をおこない、10月28日には天宇受売命より浄身鎮魂（みきよめたましずめ）なる鎮魂法を授かる。1921年（大正10年）、山口県宮市（現：防府市）に天行居同人構を設立し、同年には『鎮魂帰神の原理及び応用』の改訂版である『霊学筌蹄』を刊行する。1922年（大正11年）に神道天行居を創始する。
1927年（昭和2年）、山口県熊毛郡田布施町の石城神社にて天啓を受け、「石城山が宇宙根本の神界・神集岳の地上での表現である」との神示を得る。1928年（昭和3年）には石城山麓に本部を移し、1930年（昭和4年）の日本（やまと）神社をはじめとする、6つの神社を建立する。家塚は、これをもって「現在の神道天行居の形が整う」と論じる。1931年（昭和6年）に隠退し、井口寅次に宗主の地位を譲ると、1952年（昭和27年）2月15日に死去するまで、蟄居生活を続けた。